# The Jinx - La vita e le morti di Robert Durst
The Jinx - La vita e le morti di Robert Durst (The Jinx: The Life and Deaths of Robert Durst) è una miniserie televisiva-documentario statunitense in sei puntate, co-prodotta, creata, scritta e diretta da Andrew Jarecki nel 2015.

## Trama
La miniserie ripercorre l'intera vita del multimilionario Robert Durst, concentrandosi soprattutto sugli ultimi 20 anni e sui suoi problemi con la legge. È stato infatti processato per tre differenti omicidi: quello di sua moglie Kathie, quello di Susan Berman (una sua strettissima amica giornalista) e quello del suo vicino di casa Morris Black (il cui corpo è stato smembrato e gettato nel mare a Galveston, in Texas, dallo stesso Durst). Le puntate alternano interviste a Robert Durst (intervistato da Andrew Jarecki, regista e creatore della miniserie), ricostruzioni basate sui resoconti, foto e video d'archivio e interviste a varie altre persone coinvolte nelle indagini.

## Conseguenze
Nell'ultima puntata del documentario, il giornalista mostra a Durst due indirizzi scritti a mano, in stampatello. La calligrafia è simile ed entrambi contengono lo stesso errore ("Beverly Hills" scritto "Beverley Hills"). Durst ammette di averne scritto uno (quello sulla busta indirizzata a Susan Berman, un nuovo reperto), ma nega di aver scritto l'altro (quello sulla busta indirizzata alla polizia, contenente la lettera che segnalava il cadavere di Susan Berman e che Durst, durante l'intervista, dichiarò dover essere opera di chi l'aveva uccisa). Al termine dell'intervista, Durst si reca alla toilette e, non accorgendosi di essere ancora microfonato, dice a se stesso: "Ha ragione. Mi ha incastrato. Ma non lo sa. Cosa diavolo ho fatto? Li ho uccisi tutti e tre, ovvio".
In seguito a questi nuovi elementi, un giudice di Los Angeles ha emesso un ordine d'arresto contro Durst per l'omicidio di Susan Berman avvenuto nel 2000. Il 14 marzo 2015 Durst è stato arrestato a New Orleans, in Louisiana. Il 18 agosto 2016 Durst è stato trasferito in una prigione federale della California, in attesa del processo per l'omicidio Berman. Se verrà condannato, rischia la pena di morte.  In una dichiarazione resa alla corte da parte dei suoi avvocati Durst ha infine ammesso di essere l'autore della seconda nota. Il processo, inizialmente programmato per l'estate 2020, è stato posticipato ad aprile 2021 a causa della pandemia di COVID-19. Il 14 ottobre 2021 Durst è stato condannato all'ergastolo senza possibilità di condizionale per omicidio di primo grado (omicidio premeditato) ai danni di Susan Berman.

## Puntate
La miniserie è andata in onda sul canale statunitense HBO dall'8 febbraio al 15 marzo 2015. In Italia è stata trasmessa su Sky TG24 dal 2 dicembre 2015 al 6 gennaio 2016.
| nº | Titolo originale                               | Titolo italiano                                    | Prima TV USA     | Prima TV Italia  |
| -- | ---------------------------------------------- | -------------------------------------------------- | ---------------- | ---------------- |
| 1  | Chapter 1: A Body in the Bay                   | Capitolo 1: Un corpo nella baia                    | 8 febbraio 2015  | 2 dicembre 2015  |
| 2  | Chapter 2: Poor Little Rich Boy                | Capitolo 2: Il povero ragazzo ricco                | 15 febbraio 2015 | 9 dicembre 2015  |
| 3  | Chapter 3: The Gangster's Daughter             | Capitolo 3: La figlia del gangster                 | 22 febbraio 2015 | 16 dicembre 2015 |
| 4  | Chapter 4: The State of Texas vs. Robert Durst | Capitolo 4: Lo Stato del Texas contro Robert Durst | 1º marzo 2015    | 23 dicembre 2015 |
| 5  | Chapter 5: Family Values                       | Capitolo 5: Valori familiari                       | 8 marzo 2015     | 30 dicembre 2015 |
| 6  | Chapter 6: The Second Interview                | Capitolo 6: "Cosa diavolo ho fatto?"               | 15 marzo 2015    | 6 gennaio 2016   |

## Sigla
Il brano musicale utilizzato per la sigla è Fresh Blood degli Eels.